# АЭС Богунице
АЭС Богунице — атомная электростанция в Западной части Словакии.
Станция расположена близ посёлка Ясловске Богунице в 14 км на север от Трнавы.
На территории станции находится энергоблок А1 с тяжеловодным реактором с газовым охлаждением совместного советско-чехословацкого проекта КС-150. КС — «котёл селеновый», селеном в советском атомном проекте именовали торий, а котлами - реакторы. Большинство советских концепций тяжеловодных реакторов того времени предусматривали, как вариант, возможность работы в ториевом цикле. Физическая часть проекта реактора была разработана под руководством А. И. Алиханова и В. В. Владимирского в Институте теоретической и экспериментальной физики. Разработка ТВЭЛов для КС-150 велась в Харьковском физико-техническом институте АН УССР. Реактор был изготовлен компанией Skoda и запущен в 1972 году, после 14 лет строительства.
Две очереди (V-1 и V-2) состоят из двух энергоблоков с водо-водяными ядерными реакторами советской модели ВВЭР-440 каждая. При вступлении Словакии в Евросоюз было подписано соглашение о выводе из эксплуатации двух энергоблоков V-1. Первый реактор был остановлен в 2006 году, второй в 2008 году. Таким образом, действующими являются два энергоблока ВВЭР-440 второй очереди (V-2).

## Аварии
5 января 1976 года после перегрузки топлива произошел серьёзный инцидент на блоке А1. Автоматика ошибочно показала, что одна из новых топливных сборок плотно встала на посадочное место, однако это было не так. После подачи охлаждающей среды началась утечка теплоносителя, углекислого газа, в реакторный зал. Два работника, своевременно не последовавших указаниям аварийных инструкций, задохнулись. Инцидент не привел к облучению персонала и повреждению оборудования, и реактор вскоре был запущен. 
22 февраля 1977 года на блоке А1 произошла авария, на этот раз не по вине автоматики, а вследствие ошибки персонала. Свежую топливную сборку перед загрузкой в активную зону недостаточно качественно очистили от силикагеля, использовавшегося в качестве консервационной защиты от влажности в процессе транспортировки и хранения сборок. Неудаленный силикагель перекрыл зазоры в сборке, через которые охлаждались топливные элементы, в результате произошел локальный пережог топливных оболочек и радиоактивные продукты деления попали в первый и второй контуры реакторной установки. После аварии, которой был присвоен 4 уровень по международной шкале ядерных событий (INES), было принято решение прекратить эксплуатацию блока А1, в основном по экономическим причинам .

## Информация об энергоблоках
| Энергоблок  | Тип реакторов | Мощность | Мощность | Начало строительства | Подключение к сети | Ввод в эксплуатацию | Закрытие    |
| Энергоблок  | Тип реакторов | Чистый   | Брутто   | Начало строительства | Подключение к сети | Ввод в эксплуатацию | Закрытие    |
| ----------- | ------------- | -------- | -------- | -------------------- | ------------------ | ------------------- | ----------- |
| Богунице А1 | КС-150        | 121 МВт  | 150 МВт  | 01.08.1958           | 25.12.1972         | 25.12.1972          | 17.05.1979  |
| Богунице-1  | ВВЭР-440/230  | 408 МВт  | 440 МВт  | 24.04.1972           | 17.12.1978         | 01.04.1980          | 31.12.2006  |
| Богунице-2  | ВВЭР-440/230  | 408 МВт  | 440 МВт  | 24.04.1972           | 26.03.1980         | 01.01.1981          | 31.12.2008  |
| Богунице-3  | ВВЭР-440/213  | 471 МВт  | 505 МВт  | 01.12.1976           | 20.08.1984         | 14.02.1985          | 2034 (план) |
| Богунице-4  | ВВЭР-440/213  | 471 МВт  | 505 МВт  | 01.12.1976           | 09.08.1985         | 18.12.1985          | 2035 (план) |